# 1763
| 1763                        |
| --------------------------- |
| Dødsfald - Fødsler          |
| • Begivenheder • Litteratur |

| Gregoriansk kalender | 1763 MDCCLXIII          |
| Ab urbe condita      | 2516                    |
| Armensk kalender     | 1212 ԹՎ ՌՄԺԲ            |
| Kinesiske kalender   | 4459 – 4460 壬午 – 癸未 |
| Etiopisk kalender    | 1755 – 1756             |
| Jødisk kalender      | 5523 – 5524             |
| Hindukalendere       |                         |
| - Vikram Samvat      | 1818 – 1819             |
| - Shaka Samvat       | 1685 – 1686             |
| - Kali Yuga          | 4864 – 4865             |
| Iransk kalender      | 1141 – 1142             |
| Islamisk kalender    | 1177 – 1178             |

Konge i Danmark: Frederik 5. 1746-1766
Se også 1763 (tal)

## Begivenheder

### Februar
- 10. februar indgåes Freden i Paris som afslutter Syvårskrigen (1756–1763) mellem Frankrig og Storbritannien.
- 15. februar – Freden i Hubertusburg afslutter Syvårskrigen mellem Preussen og Østrig samt deres allierede

### Maj
- 7. maj – Pontiac starter en opstand blandt de indfødte stammer vendt mod de britiske kolonister I Nordamerika, da Fort Detroit angribes

### Juni
- 2. juni – Pontiacs opstand: Chippewa leder et succesfuldt angreb på det britiske Fort Michilimackinac (nu Mackinaw City, Michigan), angriberne afleder den britiske garnisons opmærksomhed ved at begynde at spille lacrosse, angrebet startes ved at en bold skydes ind i fortet

### August
- 5. august – Pontiacs opstand – Slaget ved Bushy Run – britiske styrker besejrer Pontiacs styrker, der består af oprindelige amerikanere i Pennsylvanias bagland

### Oktober
- 14. oktober, Indførelsen af fædres pligt til at yde (nødtørftig) underhold til et uægte barn. Sker ved forordningen af 14. Okt. 1763, nr. 591.[1]

### December
- 7. december - Danske Livregiment oprettes af Kong Frederik 5

## Født
- 26. januar – Jean Baptiste Bernadotte, konge af Sverige-Norge fra 1818 til sin død i 1844 under navnet Karl XIV Johan.
- 13. marts – Friedrich Bury, tysk maler (død 1823).
- 15. maj – Franz Danzi, tysk komponist (død 1826).

## Dødsfald
- 3. december - Carl August Thielo, dansk-tysk teaterdirektør, forfatter, musiker og komponist. (født 1707).